# 蘭乃はな
蘭乃 はな（らんの はな、1987年5月20日 - ）は、日本の女優。元宝塚歌劇団花組トップ娘役。
東京都杉並区、成城学園高等学校出身。身長165cm。愛称は「らん」。

## 来歴
2004年、宝塚音楽学校入学。
2006年、宝塚歌劇団に92期生として入団。入団時の成績は4番。宙組公演「NEVER SAY GOODBYE」で初舞台。その後、月組に配属。
2007年の阪急阪神初詣ポスターモデルに起用される。
2008年の「夢の浮橋」で新人公演初ヒロイン。
2010年の「HAMLET!!」（バウホール・日本青年館公演）で、バウホール・東上公演初ヒロイン。同公演千秋楽翌日となる2月26日付で花組へ組替えし、5月31日付で花組トップ娘役に就任。真飛聖の2人目の相手役として、「麗しのサブリナ／EXCITER!!」でトップコンビ大劇場お披露目。
2011年に真飛が退団後は、蘭寿とむ・明日海りおの相手役を務め、2014年11月16日、3人目の相手役・明日海の大劇場お披露目となる「エリザベート」東京公演千秋楽をもって、宝塚歌劇団を退団。
2015年の「エリザベート」（帝国劇場）で、退団後初の舞台出演。自身が退団作で演じたタイトルロールとなるエリザベート役を再び演じることとなった。

## 人物
3歳上の兄がいる。
母の勧めで、幼稚園年長の頃から妹とバレエを習い始めるが、恥ずかしがり屋で人前で何かをするのが苦手だったので、嫌々レッスンに通っていた。しかし、小学校高学年の時のバレエの発表会本番で、突然バレエの楽しさに目覚めた。
中学時代は、バレエに役立つかもしれないという動機から、演劇部に所属。中学2年の時に出場した東京都の演劇の大会で入賞したことがある。
中学時代、バレエ教室の友人の家で、月組公演「愛のソナタ」のビデオを観て、宝塚と出会う。どうしても生で観たいと母にねだり、母と妹と共に宝塚大劇場で観劇する。
東京宝塚劇場で観劇していた際に、客席で隣に座っていた人に、「あなた宝塚を受けるんでしょ？」と声をかけられたことがきっかけで、「自分も受験できるんだ」と、音楽学校受験を意識し始める。
宝塚好きが高じて、中学の同級生だった麻央侑希に、「背も高いし顔も小さいから宝塚受けたら？」と勧めたことがある。
元宙組娘役のすみれ乃麗は、双子の妹であり同期生でもある。

## 宝塚歌劇団時代の主な舞台

### 初舞台
- 2006年3 - 5月、宙組『NEVER SAY GOODBYE』（宝塚大劇場のみ）

### 月組時代
- 2006年7 - 8月、『暁（あかつき）のローマ』『レ・ビジュー・ブリアン』（東京宝塚劇場のみ）
- 2007年1 - 4月、『パリの空よりも高く』 - 新人公演：カロン（本役：夢咲ねね）『ファンシー・ダンス』
- 2007年5 - 6月、『大坂侍』（バウホール・日本青年館）
- 2007年8 - 11月、『MAHOROBA』『マジシャンの憂鬱』 - 新人公演：エヴァ（本役：夢咲ねね）
- 2007年12 - 2008年1月、『HOLLYWOOD LOVER』（バウホール・日本青年館） - 過去のローズ
- 2008年3 - 7月、『ME AND MY GIRL』 - 新人公演：ジャクリーン・カーストン（ジャッキー）（本役：城咲あい／明日海りお）
- 2008年8月、『ME AND MY GIRL』（博多座） - メイ・マイルズ
- 2008年11 - 2009年2月、『夢の浮橋』 - 紅梅の中の君、新人公演：浮舟（本役：羽桜しずく）『Apasionado!!』 新人公演初ヒロイン[7]
- 2009年3月、『二人の貴公子』（バウホール） - 牢番の娘
- 2009年5 - 8月、『エリザベート』 - マデレーネ（黒天使）、新人公演：ヘレネ（本役：萌花ゆりあ）
- 2009年10 - 12月、『ラスト プレイ』 - ポーリーン、新人公演：エスメラルダ（本役：城咲あい）『Heat on Beat!（ヒート オン ビート）』
- 2010年2月、『HAMLET!!』（バウホール・日本青年館） - オフィーリア バウ・東上初ヒロイン[8]

### 花組時代
- 2010年4 - 5月、『虞美人』（東京宝塚劇場のみ） - 青青／戚

### 花組トップ娘役時代
- 2010年7 - 10月、『麗しのサブリナ』 - サブリナ・フェアチャイルド『EXCITER!!』 大劇場トップお披露目公演[10]
- 2010年11 - 12月、『メランコリック・ジゴロ』 - フェリシア『ラブ・シンフォニー』（全国ツアー）
- 2011年2 - 4月、『愛のプレリュード』 - キャシー・ローレン『Le Paradis!!（ル パラディ）』
- 2011年6 - 9月、『ファントム』 - クリスティーヌ・ダーエ[16]
- 2011年10 - 11月、『小さな花がひらいた』 - おりつ『ル・ポァゾン 愛の媚薬II』（全国ツアー）
- 2012年1 - 3月、『復活-恋が終わり、愛が残った-』 - エカテリーナ・マースロワ（カチューシャ）『カノン』
- 2012年4 - 5月、『長い春の果てに』 - エヴァ『カノン』（全国ツアー）
- 2012年7 - 10月、『サン＝テグジュペリ』 - コンスエロ・スンシン／バラの花／星の王子さま『CONGA!!』
- 2012年11 - 12月、蘭寿とむコンサート『Streak of Light-一筋の光…-』（日本青年館・ドラマシティ）
- 2013年2 - 5月、『オーシャンズ11』 - テス・オーシャン
- 2013年6 - 7月、『戦国BASARA』（東急シアターオーブ） - いのり
- 2013年8 - 11月、『愛と革命の詩（うた）-アンドレア・シェニエ-』 - マッダレーナ・ド・コワニー『Mr. Swing!』
- 2014年2 - 5月、『ラスト・タイクーン -ハリウッドの帝王、不滅の愛-』 - キャサリン・ムーア／ミナ・デービス『TAKARAZUKA ∞ 夢眩』
- 2014年3月、月組『TAKARAZUKA 花詩集100!!』（宝塚大劇場） Wエトワール[注釈 1]
- 2014年6月、『ベルサイユのばら-フェルゼンとマリー・アントワネット編-』（中日劇場） - マリー・アントワネット[17]
- 2014年8 - 11月、『エリザベート-愛と死の輪舞（ロンド）-』 - エリザベート 退団公演[11]

### 出演イベント
- 2010年12月、タカラヅカスペシャル2010『FOREVER TAKARAZUKA』
- 2011年11月、第51回『宝塚舞踊会』[18]
- 2011年12月、タカラヅカスペシャル2011『明日に架ける夢』
- 2012年12月、タカラヅカスペシャル2012『ザ・スターズ!〜プレ・プレ・センテニアル〜』
- 2013年12月、蘭寿とむディナーショー『T-ROAD』[19]
- 2014年4月、宝塚歌劇100周年 夢の祭典『時を奏でるスミレの花たち』

## 宝塚歌劇団退団後の主な活動

### 舞台
- 2015年6 - 8月、『エリザベート』（帝国劇場） - エリザベート[注釈 2]
- 2016年4月、『RHYTHM RHYTHM RHYTHM』（天王洲 銀河劇場）[20]
- 2016年6 - 10月、『エリザベート』（帝国劇場・博多座・梅田芸術劇場・中日劇場） - エリザベート[注釈 2]
- 2016年11 - 2017年1月、『クロスハート』（EX THEATER ROPPONGI・Zeppブルーシアター六本木・森ノ宮ピロティホール） - アルセーヌ／朝倉芹菜[21]
- 2017年5 - 6月、『CLUB SEVEN-ZERO-』（シアター1010・シアタークリエ・ドラマシティ・刈谷市総合文化センター）[22]
- 2017年12月、『Pukul（プクル）-時を刻む鼓動-』（日本青年館・ドラマシティ）[23]
- 2018年3月、『舞妓はレディ』（博多座） - 百春[24]
- 2018年9 - 10月、『ドリアン・グレイの肖像』（博品館劇場・ドラマシティ） - シビル[25]
- 2019年11月、『タクシードライバー』（キンケロ・シアター） - 茜[注釈 3][26]
- 2020年8月、ミュージカル・ギルドｑ.『The Heartbreak Hotel〜ありふれた恋のカタチ〜』（あうるすぽっと） - 藤川いつか[27]
- 2020年12月、『キミのために散る』（名古屋市芸術創造センター）
- 2021年4月、『エリザベート TAKARAZUKA25周年スペシャル・ガラ・コンサート』（梅田芸術劇場・東急シアターオーブ） - エリザベート[28]
- 2021年5月、『踊る!埼玉』（戸田市文化会館） - 北うらら[29]
- 2021年11月、『甘くない話〜ノン・ドサージュ〜』（日経ホール） - 土田優希[30]
- 2021年11月、『Greatest Moment』（東京国際フォーラム）[31]
- 2021年12月、『獅子の如〜戦国湯舟評定〜“厳冬の陣”』（六行会ホール） - お濃の方[32]
- 2022年8 - 9月、『8人の女たち』（サンシャイン劇場・ドラマシティ）[33]
- 2023年2 - 3月、『道化師』（東京芸術劇場・愛知県芸術劇場） - ネッダ（寧々）[34]
- 2024年4 - 5月、『WHERE'S CHARLEY? チャーリーはどこだ!』（日本青年館・森ノ宮ピロティホール） - エイミー・スペッティギュー[35]
- 2024年7月、『BOLERO-最終章-』（よみうりホール・SkyシアターMBS）[36]
- 2025年6 - 7月『家政夫のミタゾノ THE STAGE レ・ミゼラ風呂』（EX THEATER ROPPONGI・森ノ宮ピロティホール・七尾市文化ホール・東海市芸術劇場・上野学園ホール・名取市文化会館）[37]

### 映画
- 2023年、『TOKYO RED 鉛丹』 - 雪菜[3]

## 広告・CM出演
- 2007年、『阪急阪神』初詣ポスターモデル[5][6]
- 2020年、タケダ『アリナミンEXプラス』

## 受賞歴
- 2007年、『宝塚歌劇団年度賞』 - 2006年度レッスン奨励賞[38]
- 2011年、『宝塚歌劇団年度賞』 - 2010年度努力賞[38]
- 2012年、『宝塚歌劇団年度賞』 - 2011年度優秀賞[38]
- 2012年、『阪急すみれ会パンジー賞』 - 娘役賞[39]